# Akadyr
Cet article possède un paronyme, voir Agadir.
Akadyr est une montagne des hauts plateaux kazakhs située à 40 kilomètres au nord-est de la ville de Balkhach, dans l'oblys de Karaganda.

## Géographie
D'ouest en est, la montagne s'étend sur 17 km avec une largeur de 5 km et elle est bordée à l'est par la rivière Tokrau (de). Elle culmine à 583 m.
Sur le versant sud, il y a des sources et des puits d'eau douce.
Elle est composée de roches granitoïdes du début du Carbonifère.

### Flore
On peut y trouver Salsola arbuscula et de l'armoise.